# Ischionodonta paraibensis
Ischionodonta paraibensis là một loài bọ cánh cứng trong họ Cerambycidae.